# Franz Urban Pappi
Franz Urban Pappi (* 10. März 1939 in Pfarrkirchen, Bayern) ist ein deutscher Politologe und Soziologe und emeritierter Professor für Politikwissenschaft an der Fakultät für Sozialwissenschaften der Universität Mannheim.
Seine Forschungsinteressen umfassen vor allem Theorien des Wählerverhaltens, insbesondere die Untersuchung strategischen Wählens, und Koalitionstheorien. Zudem befasst er sich mit rationaler Entscheidungstheorie, auch in der Anwendung bei internationalen Verhandlungssystemen. Zurzeit leitet Pappi verschiedene Forschungsprojekte am Mannheimer Zentrum für Europäische Sozialforschung (MZES), die sich mit seinen oben genannten Forschungsschwerpunkten auseinandersetzen.

## Akademischer Werdegang
Seinen akademischen Werdegang begann Franz Urban Pappi 1964 als Verwalter der Dienstgeschäfte eines wissenschaftlichen Assistenten am Soziologischen Institut der Universität München. Nach seiner dortigen Promotion im Jahr 1967 zum Dr. phil. arbeitete er bis 1974 als wissenschaftlicher Assistent am Zentralarchiv für empirische Sozialforschung an der Universität zu Köln. 1974 bis 1978 avancierte er zum wissenschaftlichen Leiter am Zentrum für Umfragen, Methoden und Analysen (ZUMA) in Mannheim. 1977 habilitierte er sich an der Wirtschafts- und Sozialwissenschaftlichen Fakultät der Universität Köln (venia legendi für Soziologie).
1977 bis 1978 war er als Privatdozent an der Universität Köln tätig, bis er 1978 bis 1990 Professor für Soziologie an der Wirtschafts- und Sozialwissenschaftlichen Fakultät der Christian-Albrechts-Universität zu Kiel wurde. Von 1981 bis 1983 war er deren Dekan. 1986 nahm er eine einjährige Gastprofessur am Department of Sociology der University of Chicago an. Daraufhin war er von 1987 bis 1990 Prorektor der Universität Kiel.
1989 erhielt Pappi sowohl einen Ruf auf eine Professur für Soziologie an der Universität Köln als auch einen Ruf auf eine Professur für Politikwissenschaft an der Universität Mannheim. Er entschied sich für die Professur in Mannheim und war dort ab 1990 Professor für Politikwissenschaft an der Fakultät für Sozialwissenschaft. Bis zu seiner Emeritierung im August 2007 leitete er dort den von Rudolf Wildenmann übernommenen Lehrstuhl für Politische Wissenschaft I.
1993 bis 1996 war er zudem geschäftsführender Direktor des Mannheimer Zentrums für Europäische Sozialforschung (MZES). Anschließend bekleidete er von 1996 bis 1998 das Amt des Dekans an der Fakultät für Sozialwissenschaft der Universität Mannheim. Später war er mehrmals am MZES als Arbeitsbereichsleiter tätig.

## Forschung
Franz Urban Pappi etablierte sich auf nationaler und internationaler Ebene, als Professor für Soziologie, im Bereich der empirischen Sozial- und Gesellschaftsforschung. Durch seine interdisziplinären Arbeiten im Bereich der politischen Soziologie resultierte ein hohes Ansehen auch für die Politikwissenschaft, insbesondere im Bereich der empirischen Wahlforschung, der quantitativen Politiknetzwerkanalyse und der empirischen Policy-Forschung.
Er entwickelte eine Vielzahl von international anerkannten methodischen, theoretischen und inhaltlichen Beiträgen zu relevanten sozialwissenschaftlichen Fragestellungen. Von noch größerer Bedeutung ist, dass er diese Beiträge aus den theoretischen Blickwinkeln unterschiedlicher sozialwissenschaftlicher Einzeldisziplinen betrachtet. Er verwendete vielfältige methodische Analysen, auch über bestehende Grenzen der sozialwissenschaftlichen Einzeldisziplinen hinaus. Unter anderem setzte er die Methode der quantitativen Netzwerkanalyse nicht nur erfolgreich zur strukturellen Analyse von Sozialsystemen ein, sondern auch zur Beurteilung politischer Systeme und Entscheidungsprozesse.
Weiter leistete er einige zentrale Beiträge, zur Entwicklung der quantitativen Politiknetzwerkanalyse, die heute zu den bewährten Standardverfahren der empirischen Policy-Forschung in der Politikwissenschaft gehört. Neben seiner interdisziplinären Ausrichtung ist seine Verbindung von Theorie und Empirie charakteristisch für seine wissenschaftlichen Arbeiten, ebenso wie die empirische Anwendung der Theorie und die Überprüfung der Theorie an der Wirklichkeit.
Pappi versteht Theorie als ein Instrument, um etwas über die soziale Wirklichkeit zu erfahren.

## Ehrungen
- Mitglied der Leopoldina (2002)[1]
- Ehrendoktorwürde der Universität Konstanz (2010)

## Schriften (Auswahl)
- Wahlverhalten und politische Kultur. Eine soziologische Analyse der politischen Kultur in Deutschland unter besonderer Berücksichtigung von Stadt-Land-Unterschieden (= Politik und Wähler, Bd. 1). Hain, Meisenheim am Glan 1970, ISBN 3-445-00751-9 (zugleich: Dissertation, Universität München).
- (mit Hans-Dieter Klingemann): Politischer Radikalismus. Theoretische und methodische Probleme der Radikalismusforschung, dargestellt am Beispiel einer Studie anläßlich der Landtagswahl 1970 in Hessen. Oldenbourg, München 1972, ISBN 3-486-43761-5.
- (Hrsg.): Methoden der Netzwerkanalyse  (= Techniken der empirischen Sozialforschung, Bd. 1). Oldenbourg, München 1987, ISBN 3-486-44801-3.
- (Hrsg., mit Hermann Schmitt): Parteien, Parlamente und Wahlen in Skandinavien. Campus, Frankfurt/M. 1994, ISBN 3-593-35118-8.
- (Mithrsg.): Die Institutionalisierung internationaler Verhandlungen. Campus, Frankfurt/M. 2004, ISBN 3-593-37463-3.
- (mit Susumu Shikano): Wahl- und Wählerforschung. Nomos, Baden-Baden 2007, ISBN 3-8329-2345-4.
- (mit Paul W. Thurner): European Union intergovernmental conferences. Domestic preference formation, transgovernmental networks and the dynamics of compromise. Routledge, London 2009, ISBN 978-0-415-45660-9.
- Politisierte Sozialstruktur und Wählerverhalten bei Bundestagswahlen (= Historical social research, Supplement, Bd. 27). GESIS – Leibniz Inst. for the Social Sciences, Köln 2015.
- (Mitautor): Parteienwettbewerb und Wählerverhalten im deutschen Mischwahlsystem. Springer VS, Wiesbaden 2021, ISBN 978-3-658-32860-3.

Festschrift
- Christian Henning (Hrsg.): Parteienwettbewerb, Wählerverhalten und Koalitionsbildung. Festschrift zum 70. Geburtstag von Franz Urban Pappi. Nomos, Baden-Baden 2009, ISBN 978-3-8329-4196-3